# Burg Palanok
Die Burg Palanok (älter auch Plankenburg, auch Munkatscher Burg; ukrainisch Замок Паланок Samok Palanok, ungarisch Munkács vára) liegt in der westlichen Ukraine in der Oblast Transkarpatien, westlich der Innenstadt von Mukatschewo im Stadtteil Palanok.

## Lage
Die sehr gut erhaltene Burg gliedert sich in 3 Teile, die Ober-, Mittel- und Unterburg und liegt auf einem 68 Meter hohen Massiv vulkanischen Ursprungs.

## Anlage
Die Gesamtfläche der Burg beträgt etwa 14.000 Quadratmeter, sie besteht aus etwa 130 Räumen die durch ein komplexes System aus Verbindungsgängen miteinander verbunden sind.
Heute beherbergt die Burg ein Museum, das sich mit der Geschichte der Burg und der Stadt Mukatschewo beschäftigt.

## Geschichte
Der Grundstein zum Bau wurde im 14. Jahrhundert gelegt. die Burg diente lange Zeit der Verteidigung.
Die Burg von Munkács (heute Burg Palanok) ließ, wie die meisten Burgen in dieser Gegend, der ungarische König Béla IV. im 13. Jahrhundert nach dem Mongoleneinfall erbauen, um die Grenzen des Königreichs Ungarn nach Norden und Osten zu schützen. 1445 wurde die Stadt zu einer königlichen Freistadt erklärt. 
Berühmtester Inhaber der Burg war die Familie Rákóczi. In den Jahren 1685–1688 wurde die Burg drei Jahre lang von Jelena Zrinski gegen eine Belagerungsarmee der Habsburger verteidigt. Nach dem Ende des von Ferenc II. Rákóczi angeführten ungarischen Aufstands gegen die Habsburger (1711 Frieden von Sathmar) verloren die Rákóczis die Burg. 
Kaiser Karl VI. gab Mukatschewo und Tschynadijowo 1726 an den Mainzer Kurfürst-Erzbischof Lothar Franz von Schönborn, der ihm zwei Regimenter zur Niederschlagung des Aufstands geschickt hatte. Ein Jahr später fiel es an dessen Neffen Friedrich Karl von Schönborn-Buchheim. Der Besitz zählte zu den größten in Osteuropa und bestand 1731 aus 4 Städten und 200 Dörfern mit einer Gesamtfläche von 2.400 Quadratkilometern. Er blieb bis ins 20. Jahrhundert im Besitz der Grafen von Schönborn. 
Vom Ende des 18. Jahrhunderts bis 1897 wurde die Burg als Kaserne und Gefängnis benutzt. Später wurde sie durch französische Festungsbauer zu einer imposanten Festung umgebaut und nach dem Sturm auf die Bastille als gesamteuropäisches Gefängnis verwendet (von 1796 bis 1897). Während der Napoleonischen Kriege wurde zwischen 1805 und 1806 hier sogar die Stephanskrone (ungarische Königskrone) verwahrt. Bis 1926 wurden die Räumlichkeiten als Kaserne benutzt, später existierte hier eine Landwirtschaftsschule. 
In der Burg waren einige bedeutende Persönlichkeiten in Haft. Der griechische Freiheitskämpfer Alexander Ypsilantis war von 1821 bis 1823 im Kerker der Burg gefangen. In Folge des Prager Pfingstaufstand waren u. a. Bakunin, Wenzel Karl Ernst hier eingekerkert. Für den ehemaligen Häftling Ferenc Kölcsey wurde eine Gedenktafel angebracht.

## Fotos

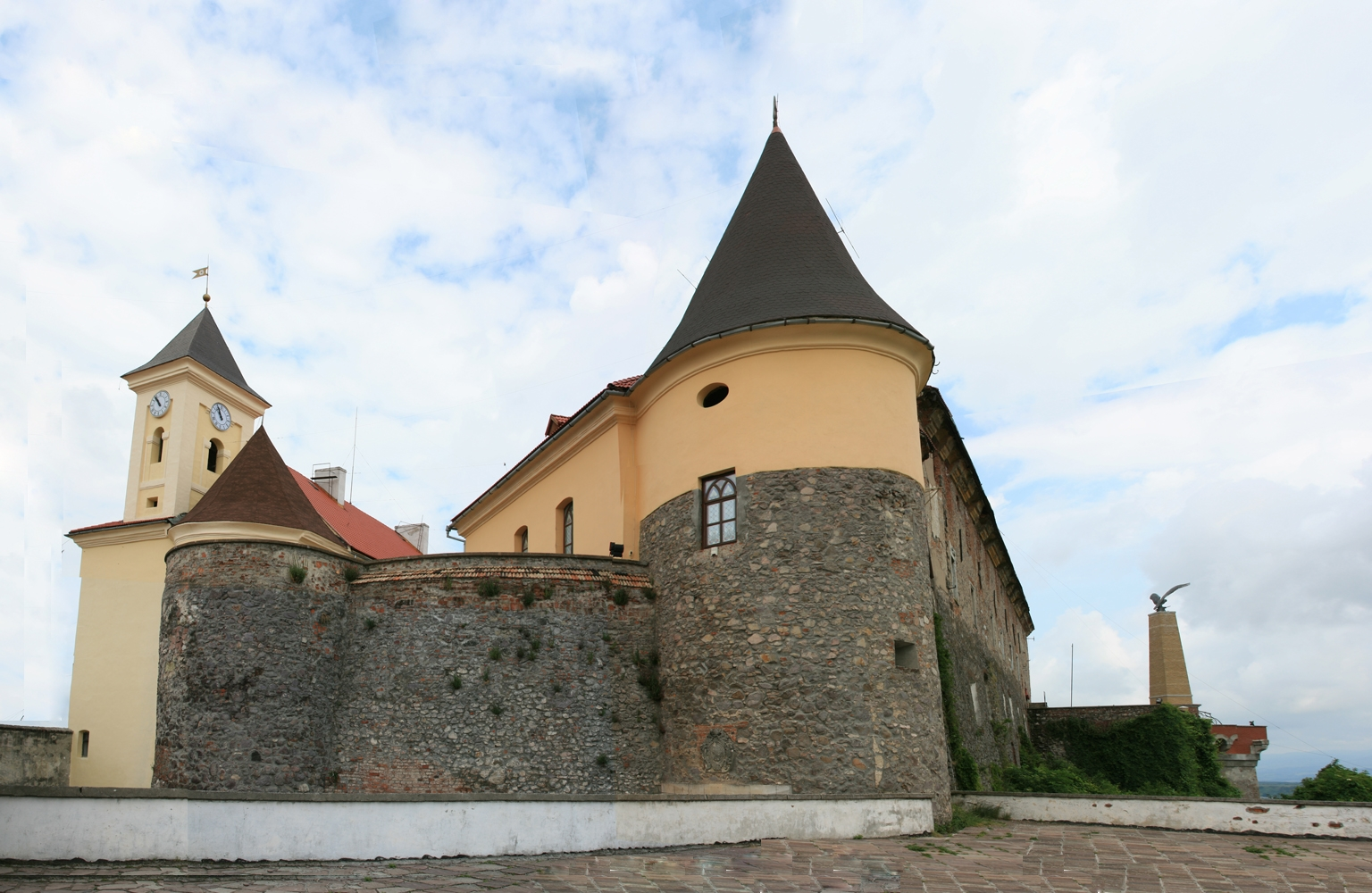
Plankenburg mit Turul (rechts)
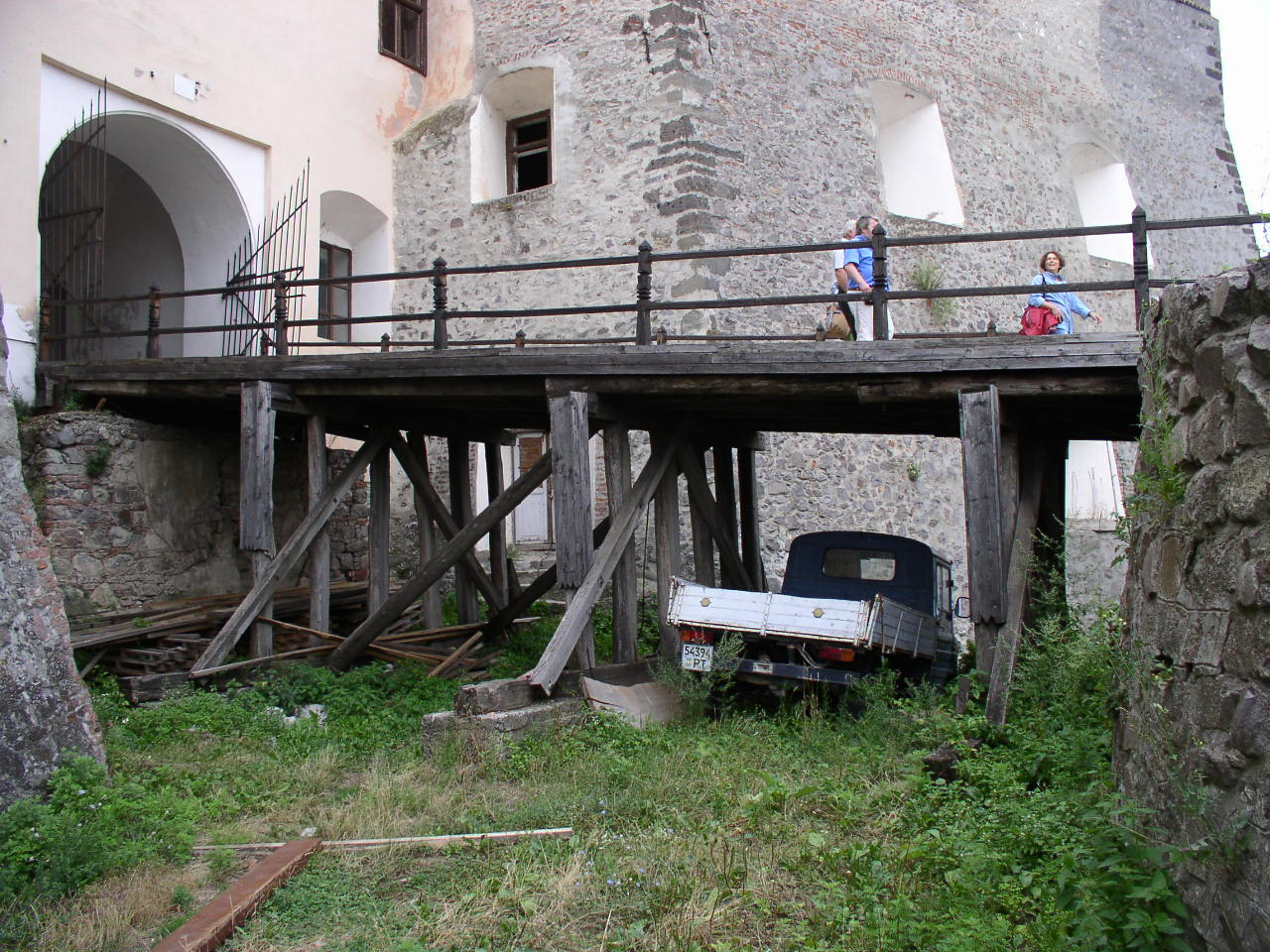
Äußerer Graben (1)
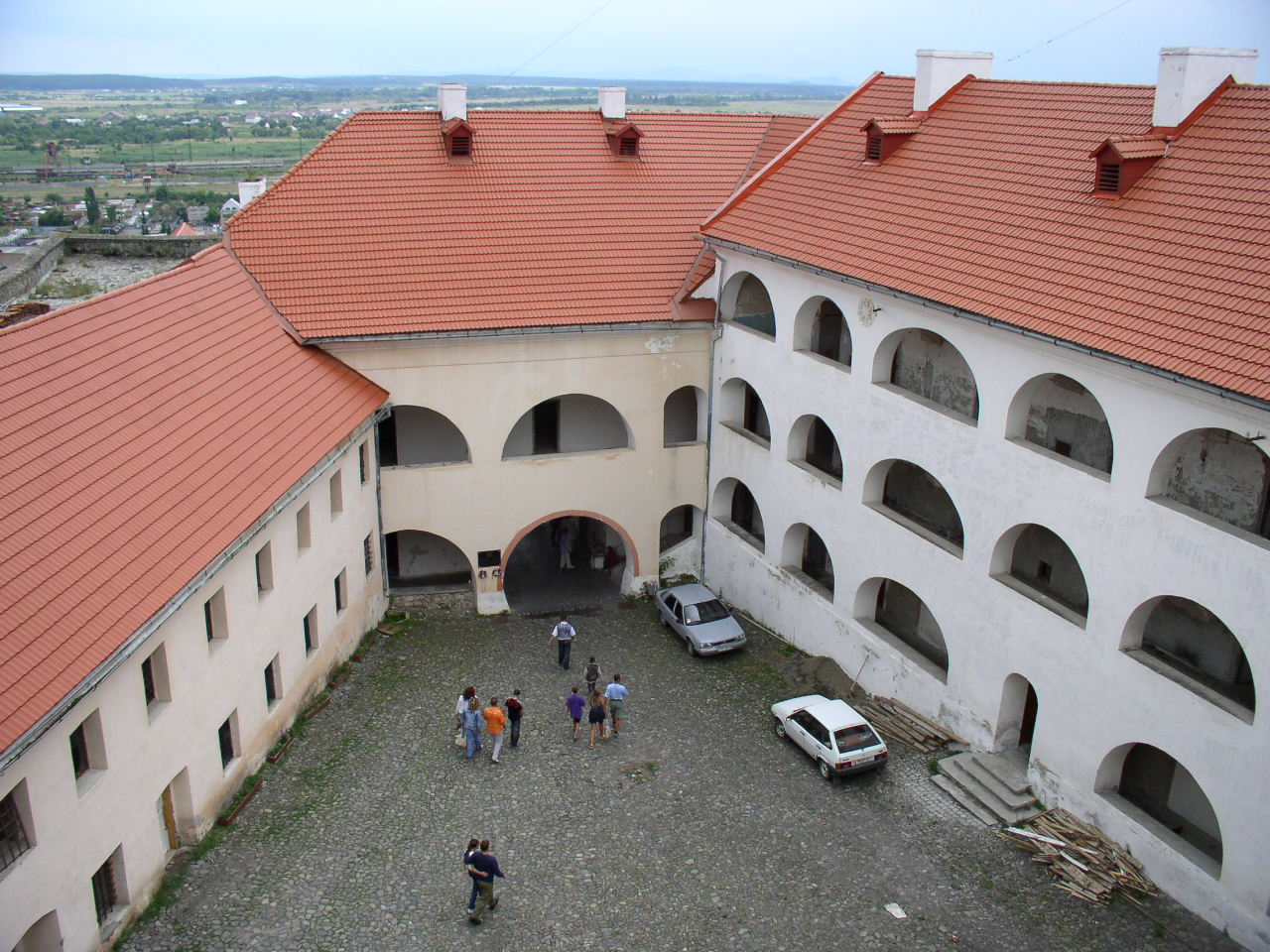
Im Zweiten Hof (6)
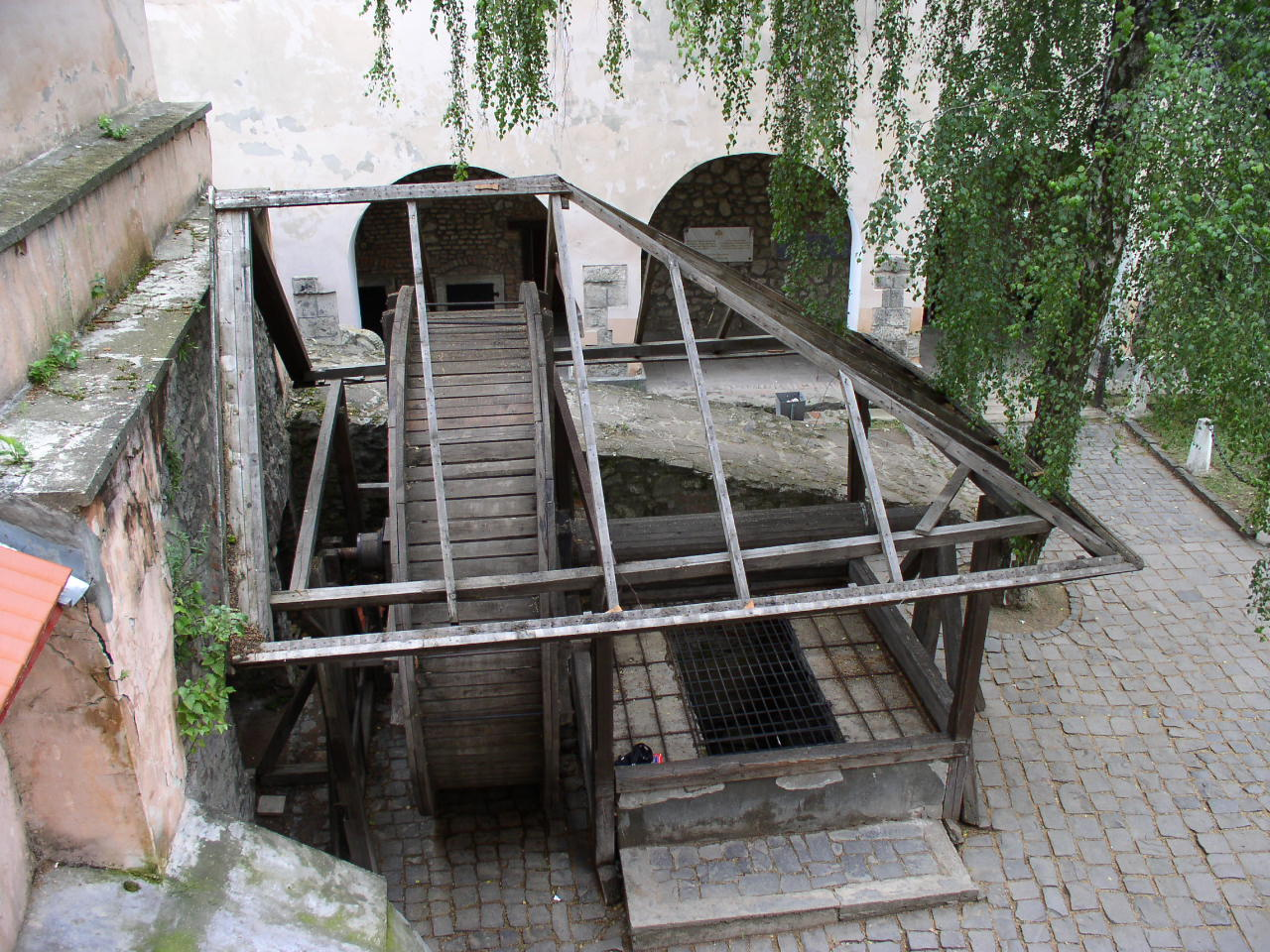
Tretrad am Brunnen (13)
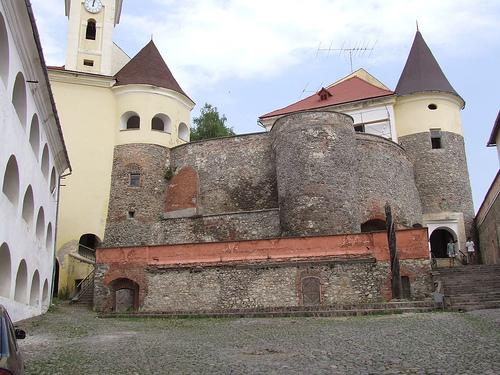
Toranlage der Kernburg (14)
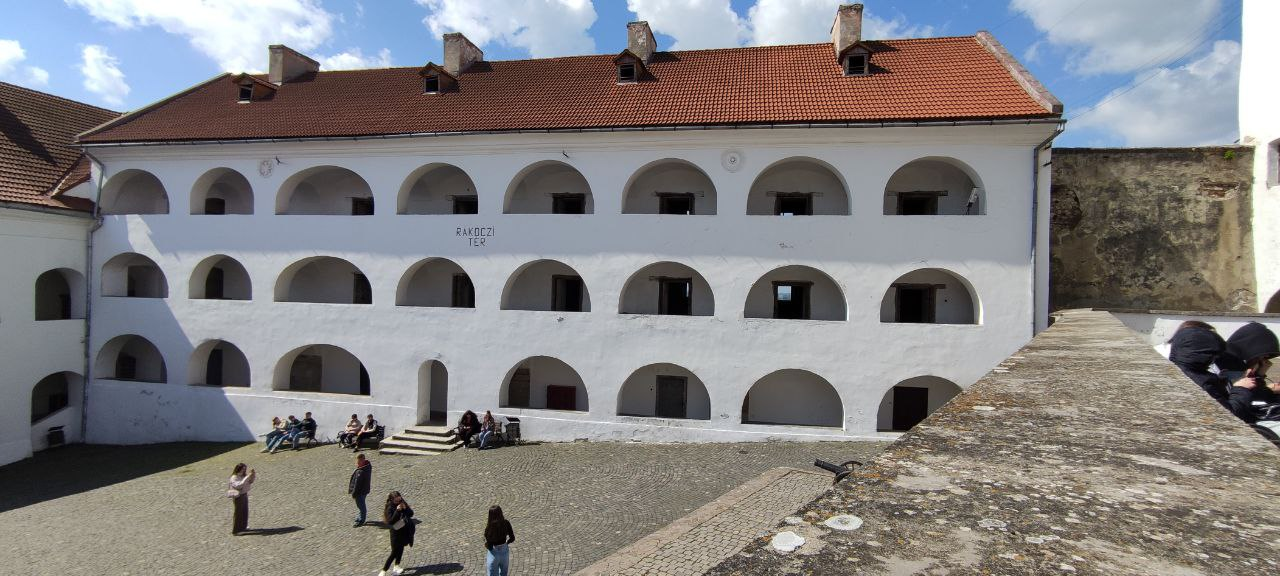
Innerer Hof der Burg Palanok
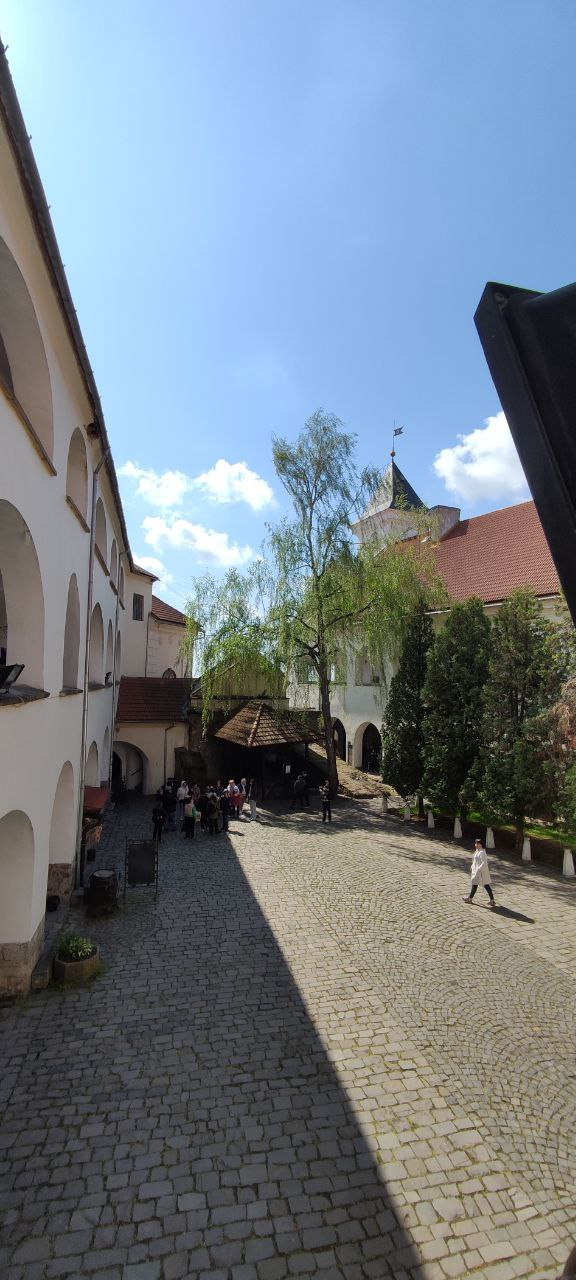
Oberer Hof der Burg Palanok
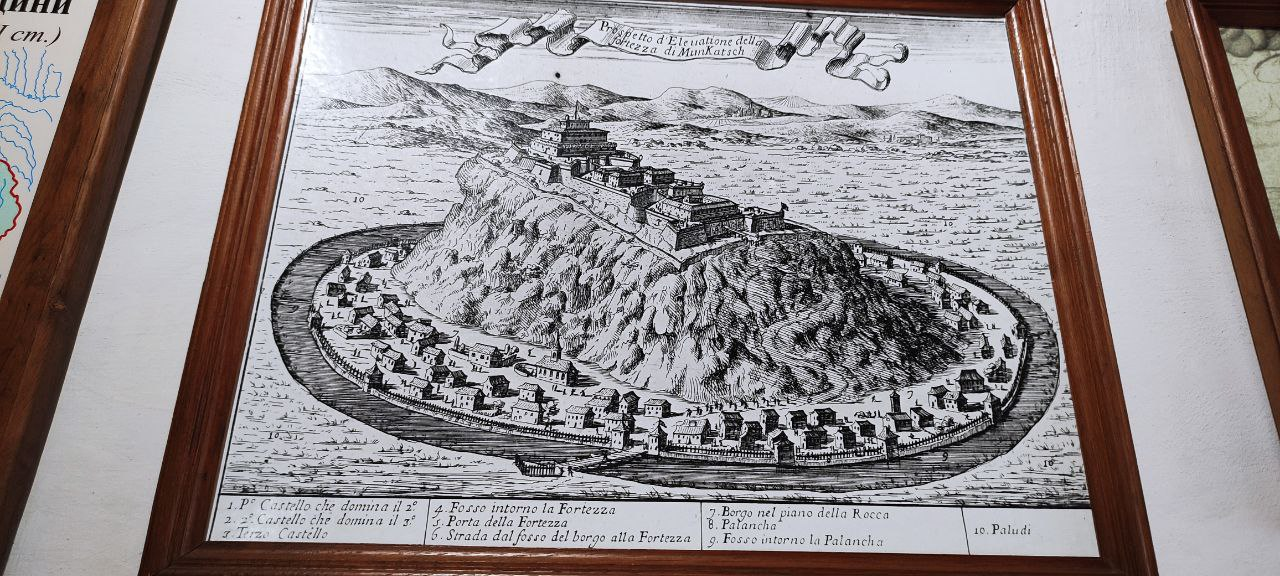
Foto des Kupferstichs der Burg Palanok